# Вулиця Шевченка (Новомиргород)
Ву́лиця Шевче́нка — вулиця в місті Новомиргород Кіровоградської області, одна з основних вулиць Златополя. Протяжність — близько 1,68 км.

## Розташування
Починається від міської межі на півночі Златополя, простягається з півночі на південь.
Прилеглі вулиці: пров. Автомобілістів, пров. Шевченка, Дудченка, Бродських, Олександра Тулуба, Шолом-Алейхема, Горького, Миколи Зерова, пров. Гольдбергів, туп. Шевченка, пров. Хмельницького.

## Назва

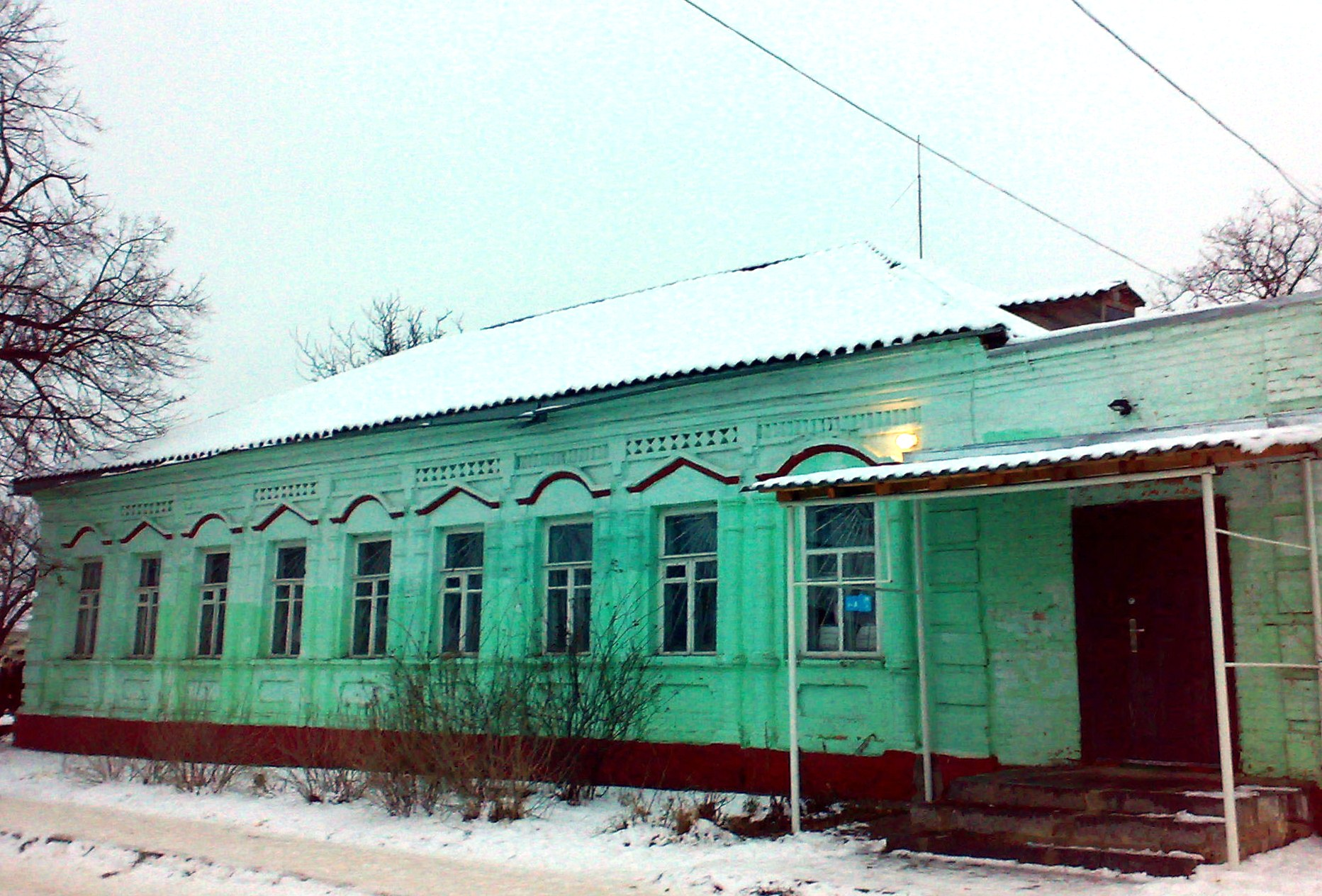
Колишній будинок земського банку

Вулиця названа на честь видатного українського поета, художника та громадського діяча Тараса Шевченка.

## Об'єкти
Основні об'єкти, розташовані по вулиці Шевченка:
- Новомиргородське АТП-13545;
- Будинок земського банку (пам'ятка архітектури).